# Luigi De Filippo
Luigi De Filippo (Napoli, 10 agosto 1930 – Roma, 31 marzo 2018) è stato un attore, commediografo e regista italiano di teatro.

## Biografia
Figlio di Peppino De Filippo e Adele Carloni e nipote di Eduardo, nel 1951 debutta nella compagnia paterna: pur apparendo negli anni cinquanta e sessanta in qualche film della commedia all'italiana, si dedica soprattutto al teatro.
Nel 1960 sposa a Roma l'attrice inglese Ann Patricia Fairhurst, dalla quale poi si separa; nel 1970 sposa in seconde nozze l'attrice francese Nicole Tessier, dalla quale ha nel 1972 la figlia Carolina.
Nel 1978 lascia la compagnia paterna per fondarne una propria, con la quale, oltre alle commedie di famiglia e alle sue, recita anche Gogol', Molière, Pirandello e altri, facendo svariate tournée in Francia, Germania e Svizzera.
Nel 1997 sposa Laura Tibaldi.
Nel 2000 incide l'album La commedia del Re Buffone e del Buffone Re (Polosud Records - PS031), le cui tracce sono tratte dalle canzoni dello spettacolo omonimo.
Nel 2001 riceve per i suoi 50 anni di attività il Premio Personalità Europea in Campidoglio.
In televisione è stato interprete degli sceneggiati Rai Storie della camorra (1978) e La piovra 3 (1987).
Succede il 28 giugno 2011 a Maurizio Costanzo nella direzione artistica del "Teatro Parioli" di Roma, che diventa appunto "Teatro Parioli-Peppino De Filippo". 
In radio, fu il padrone di casa nell'agosto 1976 del programma d'intrattenimento radiofonico del mattino "Voi ed io" su Radiouno.

### Morte
Muore il 31 marzo 2018 a Roma all'età di 87 anni per polmonite. La camera ardente è stata allestita il 2 aprile presso il Teatro Parioli e i funerali si sono celebrati il giorno seguente alla Chiesa degli artisti di piazza del Popolo; in seguito è stato tumulato accanto al padre nella cappella di famiglia presso il cimitero Monumentale del Verano a Roma.

## Filmografia
- Filumena Marturano, regia di Eduardo De Filippo (1951)
- La leggenda del Piave, regia di Riccardo Freda (1952)
- Non è vero... ma ci credo, regia di Sergio Grieco (1952)
- Peppino e la vecchia signora, regia di Piero Ballerini (1954)
- Da qui all'eredità, regia di Riccardo Freda (1955)
- Cortile, regia di Antonio Petrucci (1955)
- Lazzarella, regia di Carlo Ludovico Bragaglia (1957)
- Anna di Brooklyn, regia di Carlo Lastricati (1958)
- Promesse di marinaio, regia di Turi Vasile (1958)
- Policarpo, ufficiale di scrittura, regia di Mario Soldati (1959)
- Arrangiatevi!, regia di Mauro Bolognini (1959)
- Roulotte e roulette, regia di Turi Vasile (1959)
- Cerasella, regia di Raffaello Matarazzo (1959)
- Il mio amico Jekyll, regia di Marino Girolami (1960)
- Chi si ferma è perduto, regia di Sergio Corbucci (1960)
- Gli incensurati, regia di Francesco Giaculli (1961)
- Il mio amico Benito, regia di Giorgio Bianchi (1962)
- Le quattro giornate di Napoli, regia di Nanni Loy (1962)
- Amore all'italiana, regia di Steno (1966)
- Viaggio di nozze all'italiana, regia di Mario Amendola (1966)
- Soldati e capelloni, regia di Ettore Maria Fizzarotti (1967)
- Ninì Tirabusciò, la donna che inventò la mossa, regia di Marcello Fondato (1970)
- La carretta dei comici - serie TV, 8 episodi (1970)
- Venga a fare il soldato da noi, regia di Ettore Maria Fizzarotti (1971)
- Storie della Camorra - serie TV, 1 episodio (1978)
- Série noire - serie TV, 1 episodio (1984)
- Giovanni Senzapensieri, regia di Marco Colli (1986)
- La piovra 3 - miniserie TV, 7 episodi (1987)
- Quelli del casco, regia di Luciano Salce (1988)
- In nome del popolo sovrano, regia di Luigi Magni (1990)
- Il ricatto - serie TV, 2 episodi (1989-1991)
- Il prezzo del denaro - film TV (1995)
- Un posto al sole - serie TV (1999)
- Pupetta - Il coraggio e la passione - miniserie TV, 4 episodi (2013)

## Doppiatori italiani
- Renato Cominetti in Chi si ferma è perduto
- Pino Locchi in Policarpo, ufficiale di scrittura
- Gianfranco Bellini in Promesse di marinaio
- Sergio Tedesco in Arrangiatevi
- Gigi Reder ne La piovra 3

## Prosa televisiva Rai
- La vedovella, di Dino Terra, regia di Daniele D'Anza, trasmessa sul Programma Nazionale il 16 aprile 1956.
- Un ragazzo di campagna, di Peppino De Filippo, ripresa tv di Fernanda Turvani, regia teatrale Peppino De Pilippo, trasmessa sul Programma Nazionale il 16 agosto 1959.
- I casi sono due, di Armando Curcio, ripresa tv di Fernanda Turvani, regia teatrale di Peppino De Filippo, trasmessa sul Programma Nazionale il 30 agosto 1959.
- Mezzanotte con l'eroe, originale televisivo di Sergio Paolini e Stelio Silvestri, regia di Leonardo Cortese, trasmesso il 14 ottobre 1962.
- Quel piccolo campo, regia di Luigi De Filippo e di Stefano Roncoroni,  trasmessa su TV 1 il 10 agosto 1982.